# CrimethInc.
CrimethInc., även känt som CrimethInc. Ex-Workers Collective ett decentraliserat och självorganiserat anarkistisk nätverk som grundades i mitten av 1990-talet.
Nätverket är känt för att producera och sprida trycksaker, tidningar, skivor och material som utforskar anarkismen och ifrågasätter kapitalismen, staten och andra hierarkier.
CrimethInc. betonar vikten av direkt aktion, självständighet och kollektivt ansvarstagande. De uppmanar till att bryta sig loss från hierarikiska strukturer och skapa alternativa samhällen och livsstilar baserade på principer om ömsesidig hjälp, solidaritet och frihet.